# Wiaczesław Iwankow
Wiaczesław Iwańkow (ur. 2 stycznia 1940; zm. 9 października 2009; pseudonim: Japończyk lub mały Japończyk) – rosyjski gangster, wor w zakonie. Działał na terytorium byłego ZSRR i w Stanach Zjednoczonych. Pseudonim Japończyk został mu nadany z uwagi na jego azjatyckie rysy. Urodził się w Gruzji w rodzinie rosyjskiej. W młodości był zapaśnikiem. Uważany był za jednego z głównych przywódców mafii sołncewskiej. Sam Iwankow twierdził, że prawdziwymi szefami mafii rosyjskiej są funkcjonariusze rosyjskich służb specjalnych. Oskarżany był o handel bronią, narkotykami i morderstwa na zlecenie. W Ameryce został skazany za wyłudzenie od kilku osób 3 mln dolarów i fikcyjne małżeństwo, które zawarł w celu uzyskania obywatelstwa. Potem został wydany w ręce rosyjskiego wymiaru sprawiedliwości w związku z zarzutami o zlecenie zabójstwa dwóch tureckich gangsterów, ale został uwolniony przez prokuraturę. Zginął zastrzelony przez snajpera po wyjściu z restauracji. Na jego prawosławny pogrzeb zjechali gangsterzy z całego świata.